# 氣候變化導致的物種滅絕風險

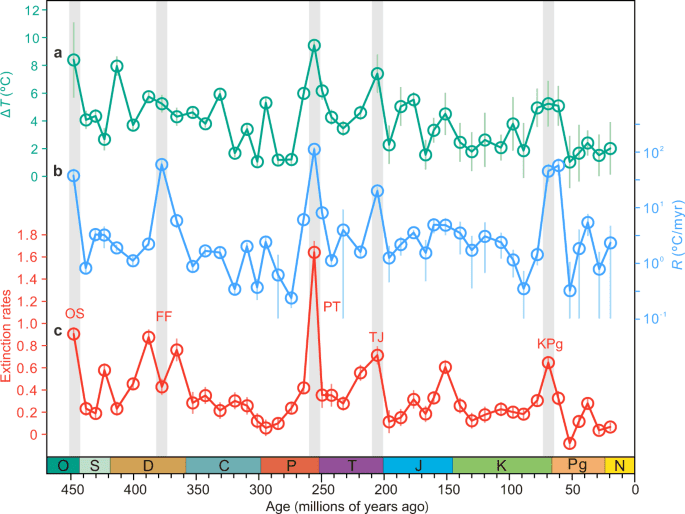
地球在過去4.5億年中，物種滅絕與氣候變化"強度"（包括氣溫的大幅升高與降低）之間的關係。綠：溫度上升、藍色：溫度降低及紅色：滅絕。

有幾種可能的途徑會助長氣候變化導致的物種滅絕風險（英語：extinction risk from climate change）。原因是每種植物和動物物種都已演化而存在於特定的生態棲位之內，氣候變化代表的是氣溫和一般天氣模式於長期中的變動，會把氣候條件推往各物種所適應的生態棲位之外，而最終導致其滅絕。通常物種面對持續變化，可經由微演化就地適應，或是遷移到另一條件合適的棲息地。但全球最近氣候變化的速度為前所未有，即使在未來變暖的“中等”情景下，到本世紀末能讓當前外溫動物（包括兩棲動物、爬行動物和所有無脊椎動物）在移動50公里的距離即可找到合適棲息的地點僅剩下5%。
氣候變化還會增加極端天氣事件的頻率和強度，而有機會直接消滅區域內的物種種群。那些居住於沿海和低窪島嶼棲息地的物種也會因海平面上升而滅絕（棲息於澳大利亞荊棘礁（Bramble Cay）的珊瑚裸尾鼠即遭逢這種下場）。此外，氣候變化與影響野生動物的某些疾病的流行和大型蔓延有關，例如蛙壺菌（一種真菌）就被認為是全球兩棲動物種群減少的主要驅動因素之一。

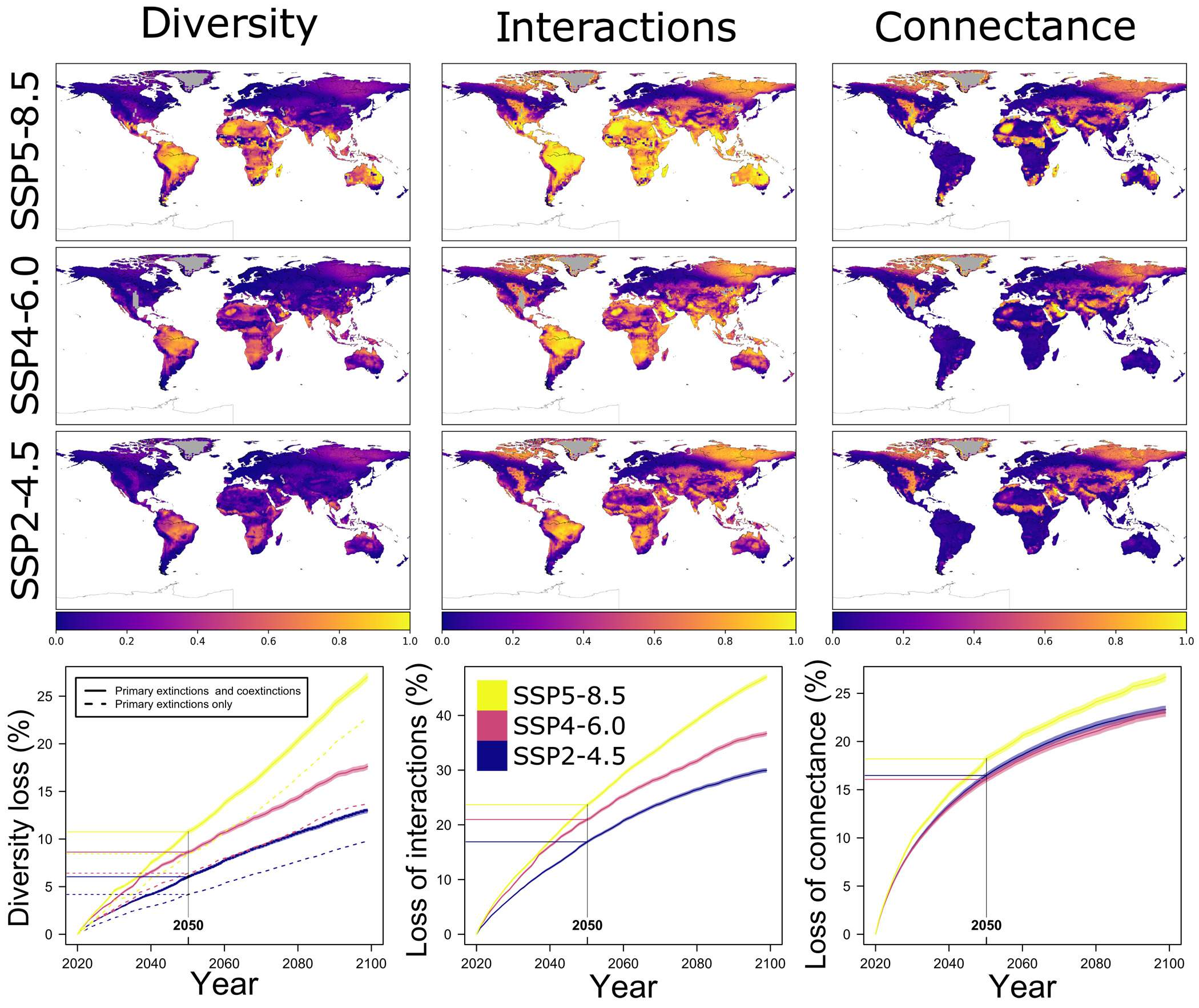
三種氣候變化情景對當地生物多樣性與脊椎動物物種滅絕風險的影響。

氣候變化並非導致全新世滅絕事件的主因，迄今為止幾乎所有不可逆轉的生物多樣性喪失均由其他人為壓力所造成，例如棲息地破壞或是引入入侵物種的結果。 但氣候變化影響在未來肯定會變得更為普遍。截至2021年，IUCN紅色名錄所包含的物種中有19%已受到氣候變化的影響。在聯合國IPCC第六次評估報告分析過的4,000個物種中，已有有一半為應對氣候變化而將其棲息地轉移到緯度更高，或是海拔更高地區。根據 IUCN的說法，一旦某個物種失去其活動範圍的一半以上，就會被歸類為“瀕危”，這相當於其在未來10-100年內有>20%的滅絕可能性。如果這類物種失去80%或更多的活動範圍，則被視為“極度瀕危”，且在未來10-100年內滅絕的可能性非常高（超過50%）。
第六次評估報告預計未來全球氣溫較工業化前水平升高1.5°C（2.7°F）時，物種中有9%-14%將面臨”甚高（very high）”的滅絕風險，而更高的升溫表示更大的風險，升溫3°C (5.4°F) 時，有12%-29%將面臨甚高的風險，升溫5°C (9.0°F) 時，則增至15%-48%。特別是在3.2°C (5.8°F) 的升溫情景下，15%的無脊椎動物（包括12%的授粉媒介物種）、11%的兩棲動物和10%的被子植物（開花植物）將面臨“ 甚高”的滅絕風險，而約49%的昆蟲、44%的植物和26%的脊椎動物將面臨滅絕的“ 高（high）”風險。相較之下，根據《巴黎協定》將氣溫升高控制在較為溫和的2°C (3.6°F) 目標，面臨甚高滅絕風險的無脊椎動物、兩棲動物和開花植物的比例可減少到3%以下。而雄心勃勃的把升溫控制在1.5°C (2.7°F) 的目標將滅絕風險高的昆蟲、植物和脊椎動物的比例大幅削減至各為6%、4%和8%，而較不雄心勃勃的目標則會提高昆蟲的風險成為三倍（升至18%）。植物和脊椎動物的風險均加倍（升至各為8％和16％）。

## 成因

在不同氣候變化情景下，每十年會發生極端天氣事件頻率的預測。

氣候變化已對海洋和陸地生態區（包括凍原、紅樹林、珊瑚礁和洞穴）產生不利影響。因此在過去幾十年來的全球氣溫升高已將一些物種驅離其原有的棲息地。
當IPCC第四次評估報告於2007年發佈時，專家的結論是在過去三十年中，人類引起的變暖已對許多物理和生物系統產生明顯的影響，並且全球各地的溫度趨勢已影響到當地的物種以及生態系統。到第六次評估報告發佈時，發現具有長期記錄的所有物種中，其中一半已將其活動範圍往極地（和/或高海拔山區）遷移，而三分之二的物種已將其春季活動的時間提前。
面臨風險的物種中有許多是位於北極和南極的動物群，例如北極熊和皇帝企鵝。位於北極哈德遜灣水域的無冰的時間比三十年前多出三週，這對習慣於在海冰上捕獵的北極熊產生影響。已適應寒冷天氣條件的鳥類，如海東清和捕食旅鼠的雪鴞會受到負面影響。氣候變化正在導致白靴兔等北極動物的雪地偽裝與周遭日漸無雪的景觀無法匹配。
許多淡水和鹹水植物和動物物種都依賴冰河融化供水，來維持它們已適應的冷水棲息地。某些淡水魚須在冰水或冷水中才能生存和繁殖，鮭魚和割喉鱒尤為如此。冰河徑流減少會導致溪河流量不足，無法讓這些物種繁衍生息。海洋磷蝦是關鍵物種，適於冰水中生存，是藍鯨等水生哺乳動物的主要食物來源。海洋無脊椎動物會在已適應的溫度下達到生長高峰，而在高緯度和高海拔地區生存的變溫動物通常生長得更快（以應對較短的生長季節）。這類動物會增加覓食，但較高的溫度會導致代謝加快，結果是體型變小，被捕食的風險會隨之增加。對發育期間的鱒魚而言，即使溫度略有上升也會損害其生長效率和存活率。

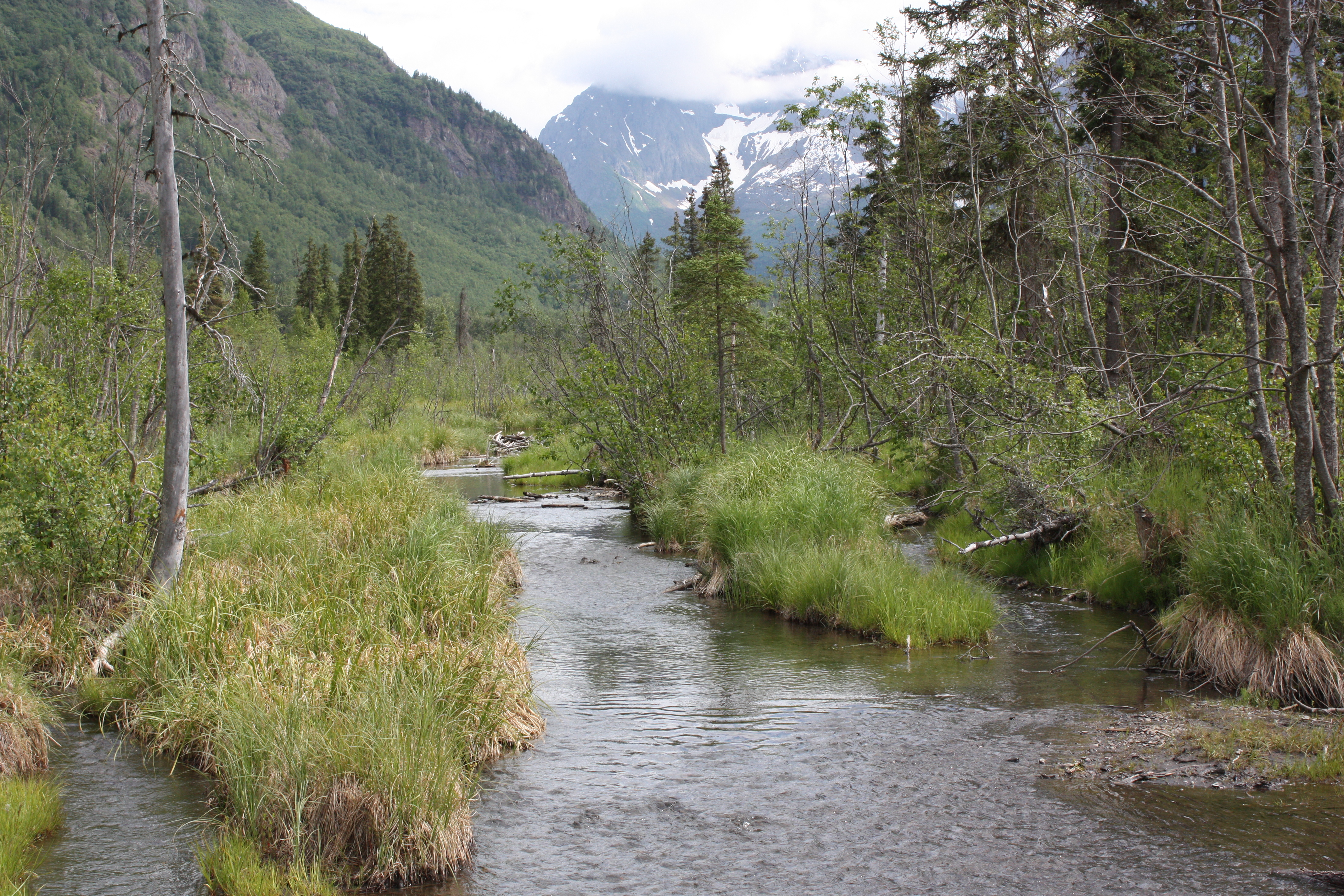
位於美國阿拉斯加州安克拉治的鷹河（40公里長）中生長有多種當地特有淡水物種。

根據大多數氣候變化模型，生活在美國大部分淡水溪流冷水中的魚類種群數量可能會減少，幅度高達50%。水溫升高導致代謝需求增加，再加上食物來源減少，是造成其數量下降的主要原因。此外，許多魚類（例如鮭魚）會利用溪流的季節性水位進行繁殖，通常在水流高時產卵，並在孵化後遷移進入海洋。由於氣候變化，預計降雪量將減少，徑流隨之減少，溪流流量因而也減少，而影響鮭魚的繁殖。此外，海平面上升將開始淹沒沿海河流系統，將它們從淡水棲息地轉變為鹹水環境，本地物種可能會因而消失。在美國阿拉斯加州東南部，海平面每年上升3.96厘米，導致沉積物再沉降在各河道，並將鹹水帶入內陸。 海平面上升不僅會讓海水污染溪流，也污染溪流所連接紅鉤吻鮭等物種居住的水庫。雖然這種鮭魚可在鹹水和淡水中生存，因為產卵過程中需要淡水，受海水影響後讓它們無法在春季繁殖。 此情況會對阿拉斯加州原本豐富的鮭魚種群造成嚴重影響。
此外，氣候變化可能經由行為和物候的變化或氣候生態棲位的不匹配，把相互作用物種之間的生態夥伴關係破壞。物種間關聯受到破壞是受氣候驅動的每個物種朝相反方向移動的後果。因此氣候變化有導致另一次滅絕的可能，這種滅絕更為悄無聲息，而且大多數受到忽視：物種相互作用的滅絕。由於物種之間關聯的空間脫鉤，生物相互作用產生的生態系統服務也面臨氣候生態棲位不匹配的風險。在更劇烈的氣候變化下，整個生態系統的破壞會更早發生：在高排放RCP8.5情景下，熱帶海洋的生態系統將在2030年之前就遭到突然的破壞，對熱帶森林和極地環境的破壞將隨之在在2050年發生。 如果升溫最終達到4°C (7.2°F)，在15%的生態組合中有超過20%的物種將突然受到破壞。相較之下，如果升溫控制在2°C (3.6°F) 以下，這種情況的發生率會低於2%。

### 氣候變化導致的滅絕
除珊瑚裸尾鼠事件之外，少有記錄將物種滅絕歸咎為由氣候變化所引起，因此氣候變化並非全新世滅絕事件的主要驅動因素。例如IUCN認為在864個物種滅絕中，只有20個可能全部或部分是氣候變化所造成，而將物種滅絕與氣候變化聯繫起來的證據通常被認為是薄弱，或不夠充分。 這些物種的滅絕如下表所示。
| 升冪排序 | 物種                       | 可能的氣候種類 | 假設導致滅絕的原因                                                         |
| -------- | -------------------------- | -------------- | -------------------------------------------------------------------------- |
| 蝸牛     | Graecoanatolica macedonica | 乾旱           | 水生棲息地因乾旱而喪失                                                     |
| 蝸牛     | Pachnodus velutinus        | 乾旱           | 乾旱與棲息地退化共同導致                                                   |
| 蝸牛     | Pseudamnicola desertorum   | 可能與乾旱相關 | 水生棲息地因乾旱而喪失                                                     |
| 蝸牛     | Rhachistia aldabrae        | 乾旱           | 由近期的乾旱導致                                                           |
| 魚*      | Acanthobrama telavivensis  | 乾旱           | 水生棲息地因乾旱而喪失                                                     |
| 魚       | Tristramella magdelainae   | 乾旱           | 因乾旱、污染與抽水而導致水生棲息地喪失                                     |
| 蛙*      | Anaxyrus (Bufo) baxteri    | 壺菌門         | 壺菌門真菌                                                                 |
| 蛙       | Atelopus ignescens         | 壺菌門         | 壺菌門與氣候變化協同效應                                                   |
| 蛙       | Atelopus longirostris      | 壺菌門         | 壺菌門、氣候變化、污染與棲息地喪失                                         |
| 蛙       | Craugastor chrysozetetes   | 壺菌門         | 棲息地改變與壺菌門                                                         |
| 蛙       | Craugastor escoces         | 壺菌門         | 壺菌門，可能加上氣候變化                                                   |
| 蛙       | Incilius (Bufo) holdridgei | 壺菌門         | 壺菌門, 可能與氣候變化有關聯                                               |
| 蛙       | Incilius (Bufo) periglenes | 壺菌門         | 氣溫升高、壺菌門與污染                                                     |
| 鳥       | Fregilupus varius          | 乾旱           | 引入疾病、過度捕捉、森林火災與森林砍伐                                     |
| 鳥       | Gallirallus wakensis       | 風暴           | 過度捕捉與偶爾島嶼因風暴而淹水                                             |
| 鳥       | Moho braccatus             | 風暴           | 棲息地損毀、引入捕食者/疾病與熱帶氣旋                                      |
| 鳥       | Myadestes myadestinus      | 風暴           | 棲息地損毀、引入捕食者/疾病與熱帶氣旋                                      |
| 鳥       | Porzana palmeri            | 風暴           | 棲息地損毀、引入捕食者/疾病與熱帶氣旋                                      |
| 鳥       | Psephotus pulcherrimus     | 乾旱           | 乾旱及過度放牧減少食物來源，其他因素有引入物種、疾病、棲息地喪失與過度捕捉 |
| 嚙齒目   | Geocapromys thoracatus     | 風暴           | 引入捕食者與風暴                                                           |

1. ↑  其中Acanthobrama telavivensis與Anaxyrus (Bufo) baxteri兩種為野外滅絕，而非全球滅絕。

但有足夠的證據顯示物種所存在的溫暖區域邊緣，由於數量縮減而導致局部地區滅絕。 記錄中有數百種動物物種已改變其活動範圍（通常為往極地方向和海拔較高的區域遷移），成為氣候變暖而導致的生物遷徙。溫暖區域邊緣（通常為低緯度、低海拔地區）種群通常是尋找與氣候相關滅絕原因的最合理對象，因為此類物種往往已經達到其氣候耐受性的極限。這種溫暖區域邊緣物種數量縮減模式顯示許多局部地區滅絕已因氣候變化而發生。 此外，於澳大利亞有項對過去74年所發表的519項觀察性研究報告所做的審查，發現因極端天氣事件讓動物物種豐度減少達到25%以上的案例超過100個，其中包含有31件局部地區滅絕案例。其中60%的研究對生態系統進行長達一年以上的跟踪，而有38%的案例是這類種群數量並未恢復到干擾前的水平。

## 滅絕風險估計

### 早期估計

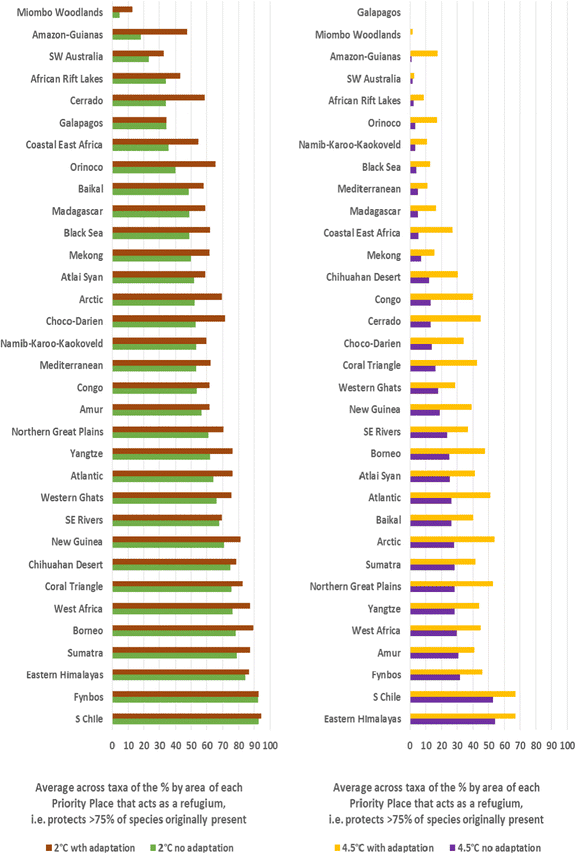
在預測升溫2°C（3.6°F）與升溫4.5°C（8.1°F）兩種情景下，導致野生動物多樣性低於當前的比較，升溫越高，差異越大。

《自然》雜誌於2004年發表首篇估計氣候變化對廣義物種滅絕風險影響的重大嘗試。研究顯示世界各地1,103種特有或近似特有的已知動植物物種中，有15%至37%將於2050年“注定滅絕”，因為那時它們的棲息地將無法支持其生存。然而當時對於此類物種透過分佈或以其他方式適應氣候變化的能力以及其持續存在所需最小面積的了解有限，而讓科學界認為這種估計的可靠性受到限制。另一篇於2004年發表的回應論文認為，對這些因素加上不同但仍然合理的假設會導致這1,103個物種中發生少至5.6%，或是多至78.6%的滅絕，但最初的論文撰寫者對此提出反駁。
於2005年至2011年期間，有關氣候變化對各種物種滅絕風險的影響分析所發表的研究報告共有74篇。於2011年有項對這些研究的審查，預計物種到2100年平均將消失11.2%。但根據觀察到的外推預測平均數為14.7%，而基於電腦模型的估計則為6.7% 。此外，當使用IUCN標準做模型預測，有7.6%的物種會受到威脅，而根據外推預測，有31.7%的物種會受到威脅。次年，發現模型與觀測結果之間的不匹配，主要歸因於模型未能將物種遷移的不同速率，以及物種之間新興的競爭列入考慮，而導致它們把滅絕風險低估。
英國東英吉利亞大學團隊於2018年所做的一項研究，分析氣溫在升高2°C（3.6°F）和4.5°C（8.1°F）的情景下對世界35個生物多樣性熱點地區中80,000種動植物物種的影響。研究發現這些地區的物種分別可能會喪失25%和50%：它們可能可以，或是無法在以外的地區生存。僅馬達加斯加一地在升溫4.5°C (8.1°F) 情景下就會喪失60%的物種，而南非西開普省的弗因博斯將會失去三分之一的物種。 

### 所有物種
2019年，聯合國生物多樣性和生態系統服務政府間科學政策平台（IPBES）發布《生物多樣性與生態系統服務全球評估報告》摘要。報告估計全球動植物種類有800萬種，其中昆蟲種類550萬種。研究發現由於五種主要壓力源，有一百萬個物種（包括40%的兩棲動物、近三分之一的造礁珊瑚、超過三分之一的海洋哺乳動物和10%的昆蟲）將面臨滅絕的威脅。土地利用變化和海洋利用變化被認為是最重要的壓力源，其次是生物的直接利用（即過度捕撈）所導致。氣候變化的影響排名第三，其後是污染和入侵物種。該報告的結論是即使沒有前述四個因素，全球升溫比工業化前水平高出2°C (3.6°F) 也會有把地球上估計5%的物種滅絕的可能，而如果升溫達到4.3°C (7.7°F)，地球上有16%的物種會面臨滅絕的威脅。最後，即使升溫水平較低，僅為1.5–2°C (2.7–3.6°F)，也會“極大”地將世界上大多數物種的地理分佈範圍縮減，而讓它們較在其他情況下更加脆弱。
一篇於2020年發表的論文，針對世界各地的538種植物和動物物種以及它們對氣溫上升的反應作研究。研究人員估計在“溫和”氣候變化情景（RCP4.5）下，所有物種在2070年可能有16%會滅絕，但會較在RCP8.5（排放量持續增加的情景）下少三分之一。這一發現後來被IPCC第六次評估報告引用。
於2021年8月發表的一篇論文認為發生於顯生宙的“第五大”巨大規模滅絕與約5.2°C (9.4°F) 的全球變暖有關，並估計今日較工業化前升溫的水平也會導致同樣規模的大規模滅絕（約75%的海洋動物遭到消滅）。次年，日本東北大學地球科學名譽教授海保邦夫（Kunio Kaiho）對此提出質疑。根據他對沉積岩的重新分析，他估計超過60%的海洋物種和超過35%的海洋屬的喪失與 >7°C (13°F) 的全球降溫和7-9°C ( 13–16°F) 的全球變暖有關。而對於陸地四足類來說，在全球變冷或變暖約7°C (13°F) 的情況下也會發生同樣的喪失。

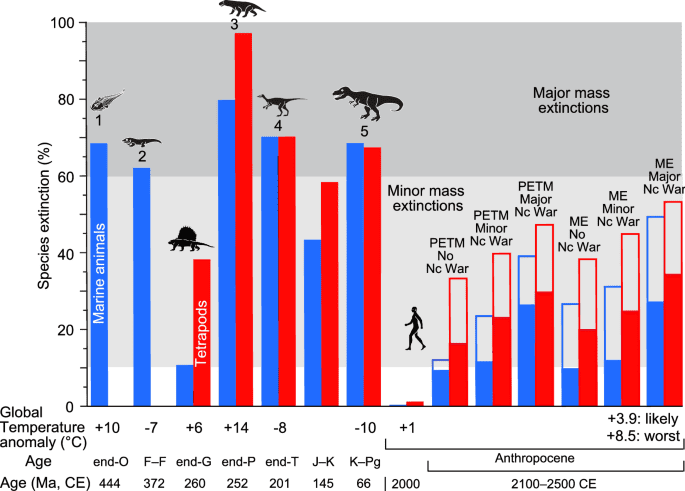
史前大滅絕與預測將來（自公元2000年起）可能發生的物種滅絕比較（圖右部分，框內無色部分代表因核戰而增加的額外滅絕。藍色代表海洋動物，紅色代表陸上四足類動物）。

海保邦夫之後在他發表的論文中認為到2100年，最有可能發生的氣候變化情景是氣溫將升高3°C (5.4°F)，到2500年氣溫將升高3.8°C (6.8°F) （依代表性濃度路徑 RCP4.5與6.0兩者平均計算），將導致8%的海洋物種滅絕、16-20%的陸地動物物種滅絕以及平均12-14%的動物物種滅絕。論文將其定義為一次小型的大規模滅絕，與瓜達洛普世末期（古生代）和侏羅紀-白堊紀交界（古近季）的事件相當。論文還警告說升溫需控制在在2.5°C (4.5°F) 以下，以防止超過10%的動物物種滅絕。論文最後估計一場小型核戰爭（定義為印度和巴基斯坦之間的核戰爭或同等規模的事件）會導致10-20%的物種滅絕，而一場重大核戰爭（定義為美國和俄羅斯之間的交火）將導致40-50%的物種滅絕。
在2022年7月曾有一次對3,331名生物多樣性專家的調查，估計自1500年以來，所有物種中約30%（16%至50%）面臨滅絕威脅（包括已滅絕的）。關於氣候變化，專家估計升溫2°C (3.6°F) 會威脅或導致約25%的物種滅絕，置信度範圍在15%到40%之間。當被問及升溫達5°C (9.0°F) 時，專家認為這將威脅或導致50%的物種滅絕，置信度範圍在32%到70%之間。 IPCC第六次評估報告（2022年2月）中包括有對每個變暖程度的物種高滅絕風險百分比的中位和最大估計值，最大估計值的增長遠超過中位值的。例如在升溫1.5°C (2.7°F)情景下，中位數為9%，最大值為14%、在升溫2°C (3.6°F)情景下，中位數為10%，最大值為18%、在升溫3°C (5.4°F)情景下，中位數為12%，最大值為29%、在升溫4°C (7.2°F)情景下，中位數為13%，最大值為39%，而在升溫5°C (9.0°F)情景下，中位數為15%，最大值則達到48%。

### 脊椎動物

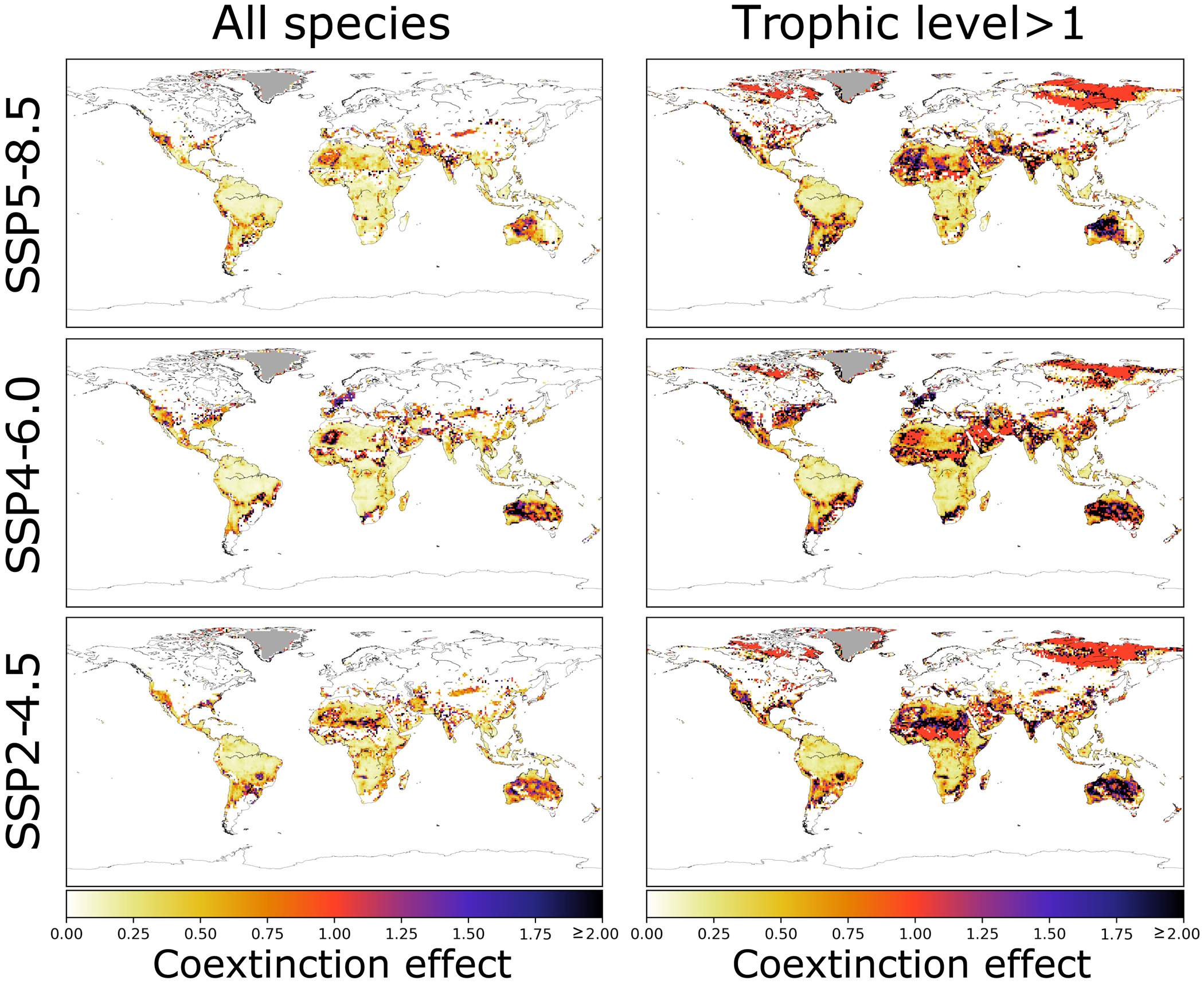
根據三種共享社會經濟路徑假設，對於脊椎動物附加的共同滅絕額外影響。

有篇於2013年發表的論文，針對太平洋和東南亞的12,900個島嶼作研究，這些島嶼棲息有3,000多種脊椎動物，當海平面各上升1、3和6米時，這些島嶼會受到影響的程度（最後兩類海平面上升程度要到本世紀之後才會出現 ）。根據海平面上升的程度，所研究的島嶼中有15-62%將會完全淹沒在水下，有19-24%將失去50-99%的面積。海平面上升1米以下有37個物種，和上升3米以下有118個物種的總棲息地將會喪失。隨後發表的論文表示在RCP8.5情景（溫室氣體排放持續增加）下，生活在太平洋低窪島嶼上的眾多脆弱和瀕危脊椎動物物種將在本世紀末受到巨浪的威脅，在較溫和的RCP4.5情景下，風險會大幅降低。
一篇刊載在2018年《科學》雜誌的論文估計在升溫1.5°C (2.7°F)、2°C (3.6°F) 和3.2°C (5.8°F) 情景下，一半以上由氣候決定的地理區域將喪失4%、8%和26%的脊椎動物物種。隨後的IPCC第六次評估報告將此估計直接引用。根據IUCN紅色名錄的標準，這樣的分佈損失足以將此類物種歸類為“瀕危”物種，且相當於在10-100年內有>20%的滅絕可能性。
一篇於2022年刊載在《{{le|科學進展|Science Advances》（同行評議的多學科開放式科學期刊）的論文估計，在“中間”SSP2-4.5情景下，到2050年，有6%的脊椎動物會發生局部地區滅絕，而在排放量持續增加的SSP5-8.5情景下，則有10.8%的脊椎動物會發生局部地區滅絕。而到2100年，此比例將分別增加至約13%和約27%。這些估計包括各種原因所導致的局部地區滅絕，而非僅由於氣候變化造成：但據估計，大多數滅絕（約62%）是由氣候變化所引起，其次是二次滅絕（或稱共同滅絕）（約20% ），而土地利用變化和入侵物種兩種原因合計的佔比則少於20%。
一篇在2023年發表的研究報告估計到本世紀末，全球至少有一半的脊椎動物的分佈區域將暴露在超過其歷史上經歷過的極端高溫下。在最高排放途徑SSP5-8.5下（論文估計到2100年的升溫為4.4°C (7.9°F)），涉及約41%的陸地脊椎動物（31.1%哺乳動物、25.8%鳥類、55.5%兩棲動物及51%爬行動物）。另一方面，在SSP1–2.6情景下（論文估計到2100年的升溫為1.8°C (3.2°F)），會讓6.1%的脊椎動物物種在其存在的區域暴露於前所未有的高溫，而在SSP2–4.5情景（到2100年升溫2.7°C （4.9°F） 和SSP3–7.0情景 (到2100年升溫3.6°C （6.5°F））曝露於此類高溫的物種會分別為15.1%和28.8%。
另一篇於2023年發表的論文提出在SSP5-8.5情景下，到2100年，大約55.29%的陸地脊椎動物將因前所未有的乾旱而經歷一些局部地區棲息地的喪失，而16.56%的陸地脊椎動物物種將因而失去一半以上的原始棲息地。到2100年，約有7.18%的物種將因其原有棲息地過於乾燥而無法生存，除非透過遷徙或以某種形式的調適，否則有滅絕的可能。在SSP2-4.5情境下，有41.22%的陸生脊椎動物會因乾旱而失去一些棲息地，有8.62%將失去一半以上，有4.69%將失去全部，而在SSP1-2.6情景下，這些數字會分別下降至25.16%、4.62%和3.04%。

#### 兩棲動物
於2013年發表的的一項研究報告，估計有670-933種兩棲動物物種 (11-15%) 非常容易受到氣候變化的影響，同時已被列入IUCN红色名錄。另外698–1,807種物種 (11–29%)目前未受到威脅，但由於它們對氣候變化具有高度脆弱性，未來可能會受到威脅。
IPCC第六次評估報告的結論是雖然在升溫2°C (3.6°F) 情景下，大多數兩棲動物物種中只有不到3%會面臨甚高的滅絕風險，但其中有尾目的脆弱性則高出一倍，有近7%的物種受到高度威脅。在3.2°C （5.8°F）情景下，11%的兩棲動物和24%的有尾目將面臨甚高的滅絕風險。
有篇於2023年發表論文的結論是在高變暖SSP5-8.5情景下，到2100年會有64.15%的兩棲動物將因乾旱增長而失去至少部分棲息地，其中有33.26%的兩棲動物則會失去棲息地的一半以上， 有16.21%的兩棲動物會失去全部棲息地。在“中間”SSP2-4.5情景下，這些數字會分別下降至47.46%、18.60%和10.31%，在高度緩解的SSP1-2.6情景下，這些數字會分別下降至31.69%、11.18%和7.36%。
於2022年發表的一項研究報告，估計雖然目前全球無尾目（蛙類）中有14.8%生活於具有滅絕風險區域，但根據共享社會經濟路徑SSP1-2.6（低排放途徑），這一比例到2100年將增加至30.7%、在SSP2-4.5情景下為49.9%，在SSP3-7.0情景下為59.4%，而在最高排放SSP5-8.5情景下為64.4%。巨型無尾目物種受到的影響尤為嚴重：雖然目前這些物種在超過70%區域中只有0.3%受到威脅，但在SSP1-2.6情景下這一數字將增加至3.9%、SSP2-4.5情景下增至14.2% 、在SSP3-7情景下增至21.5%及在SSP5-8.5情境下增至26%。
於2018年發表的的一篇論文，估計在升溫4.5°C （8.1°F）的情景下，非洲南部的米奧木博林地（一種熱帶亞熱帶草地、稀樹草原和疏灌叢）和澳大利亞西南部的兩棲動物物種將會失去約90%。 

#### 鳥類
根據在2012年所做的估計，平均氣溫每升高一度，就會導致100至500種陸地鳥類滅絕。到 2100年，氣溫升高3.5°C (6.3°F)時，同一研究估計將有600至900種陸地鳥類滅絕，其中有89%會發生在熱帶。於2013年發表的一項研究報告，估計包含在IUCN红色名錄上有608-851種鳥類(6-9%) 極易受到氣候變化的影響，而1,715-4,039種(17-41%) 鳥類目前尚未受到威脅，但未來有可能會因氣候變化將會受到。
一篇於2023年發表的論文，結論是到2100年，在高變暖SSP5-8.5情景下，由於更為乾旱，有51.79%的鳥類將失去至少一些棲息地，但只有5.25%的鳥類僅因乾旱就會失去一半以上的棲息地，而有1.29%的物種將失去整個棲息地。在“中間”SSP2-4.5情景下，這些數字會分別下降至38.65%、2.02%和0.95%，在高度緩解的SSP1-2.6情景下，這些數字會分別下降至22.83%、0.70%和0.49%。
於2015年所做的預測，在高溫RCP8.5情景，或是早期採電腦模擬的類似情景下，夏威夷的本土森林鳥類將因禽瘧疾的傳播而面臨滅絕的威脅，但在“中間”RCP4情境下將能繼續存在。對於北美洲大陸的604種鳥類，與2020年從事的一向研究，所得結論是如果氣溫上升1.5°C (2.7°F)，則有207種鳥類將有中度滅絕的脆弱性，47種鳥類則有高度滅絕的脆弱性。在2°C （3.6°F）情景時，數值變為198種具中度脆弱性和91中具高度脆弱性。在3°C（5.4°F）情景下，具高度脆弱性的 (205種) 高於中等脆弱性的 (140種)。如果把升溫穩定在1.5°C（2.7°F）的情景，物種滅絕風險將降低76%，而有38%不再具脆弱性。
如果升溫達到4.5°C (8.1°F)，預計非洲南部的米奧木博林地將失去約86%的鳥類。一項在2019年發表的估計，南部非洲喀拉哈里沙漠特有的鳥類（斑鶇鶥、黃嘴犀鳥和領伯勞）可能在本世紀末會幾乎消失，或是僅存於東部邊緣，取決於溫室氣體排放情況。估計氣溫不會高到徹底消滅鳥類，但仍會高到足以阻止它們維持足夠的體重和能量進行繁殖。到2022年，在沙漠最熱的南部地區，黃嘴犀鳥的繁殖成功率已下降。預測這些特定亞群將在2027年消失。同樣的，人們發現到2070年有兩種衣索比亞鳥類 - 白尾燕和灰叢鴉將失去其中的68-84%，和>90%的分佈區域。由於這些鳥類現有的地理分佈已非常有限，表示即使在受控制氣候變化情景下，它最終也可能因種群太小而無法支持存在，導致其呈現野外滅絕的現象。
氣候變化對企鵝的威脅尤其嚴重。早在2008年就估計南大洋溫度每升高0.26°C (0.47°F)，國王企鵝的數量就會減少9%。隨後的研究發現在最壞的變暖軌跡下，國王企鵝將會永久失去目前八個繁殖地中的至少兩個，物種中的70%將需重新安置以避免消失，遷徙的繁殖對數會達到110萬。一項歷時27年，於2014年發表，針對世界上最大的麥哲倫環企鵝群的研究，預測氣候變化引起的極端天氣平均每年會導致7%的企鵝雛鳥死亡，佔全球一些年中所有雛鳥死亡數目的50%。自1987年以來，該群體中的繁殖對數量已減少24%。紋頰企鵝的數量也在減少，主要是由於南極磷蝦的數量減少。估計阿德利企鵝在2099年之後仍將保留其部分棲息地，但其在西南極半島(WAP) 沿線的棲息地到2060年將會減少三分之一。據信在這些棲息地的阿德利企鵝約佔整體的20%。

#### 魚
在2015年所做的預測，許多魚類會因氣候變化而往北極和南極方向遷徙。在最高排放情景RCP8.5下，北冰洋的每0.5°（緯度）將有2個新物種進入（入侵），南大洋則將有1.5個新物種進入（入侵）。還將導致極地以外每0.5°平均發生6.5次局部地區滅絕。
於2022年發表的一篇論文提出所有面臨滅絕風險的海洋物種中，有45%是受到氣候變化的影響，但目前氣候變化對它們生存的損害小於因過度捕撈、海洋運輸、城市發展和水污染所造成的。然而如果排放量未受控制，到本世紀末的氣候變化將變得與所有前述因素的加總一樣嚴峻。持續的高排放量直到2300年將讓地球物種面臨相當於二疊紀-三疊紀滅絕事件（或稱“大死亡”或是”大規模滅絕之母”）的大規模滅絕風險。另一方面，維持低排放會讓未來氣候驅動的海洋滅絕風險降低70%以上。
於2021年進行的一項研究，分析約11,500種淡水魚類，結論是在升溫1.5°C (2.7°F) 的情景下，其中1-4%的物種可能會失去其當前地理分佈範圍的一半以上，在升溫2°C（3.6°F）的情景下，則有1-9%的物種可能會失去其當前地理分佈範圍的一半以上。升溫3.2°C (5.8°F) 時將有8-36%的物種、升溫4.5°C (8.1°F) 時將有24-63%物種受到同樣程度的影響。不同的百分比代表淡水魚必須擴散到新區域，以抵消不同分佈範圍損失的假設，而最高的百分比假設表示的是無法擴散的後果。根據IUCN紅色名錄標準，這樣的分佈範圍損失足以將物種歸類為“瀕危”物種，相當於在10-100年內具有>20%的滅絕可能性 。
一項在2023年進行的調查，研究美國明尼蘇達州900個淡水湖泊中的魚類。發現如果7月份水溫升高4°C (7.2°F)（與全球變暖程度大致相同），像西斯科這樣的冷水魚將從167個湖泊中消失，佔其在該州湖泊棲息地的61%。明尼蘇達州所有湖泊中的冷水黃鱸數量將減少約7%，而溫水藍鰓太陽魚數量將增加約10%。

#### 哺乳動物
於2023年發表的一篇論文，其結論是在高變暖SSP5-8.5情景下，氣候條件變得更加乾旱，50.29%的哺乳動物將在2100年前失去至少一些棲息地。其中9.50%的物種將因乾旱而失去一半以上的棲息地，而有3.21%的物種將失去整個棲息地。在“中間”SSP2-4.5情景下，這些數字會分別下降至38.27%、4.96%和2.22%，在高度緩解SSP1-2.6情景下，數字會分別下降至22.65%、2.03%和1.15%。
於2020年登載於《自然氣候變化》月刊上的一項研究報告，估計兩種氣候變化情景下北極海冰減少對北極熊種群的影響。在高溫室氣體排放的情景下，到2100年，至多只有少數於高緯度的種群能存活：在更溫和的情況下，此物種能活過本世紀，但幾個主要亞種群仍會消失。
於2019年所做的估計，在嚴重的RCP8.5情景和較溫和的RCP4.5情景下，非洲目前的猩猩科分佈範圍都將大幅減少。這類猩猩須遷移到新的棲息地，但這些棲息地幾乎完全位於其當前保護區之外，表示需要“緊急”更新保護規劃以解決問題。
於2017年所做的一項分析，發現在所考慮的氣候變化情景中，其中一半均顯示阿拉斯加州沿海的雪羊種群將在2015年至2085年間滅絕。另一項分析則發現如果升溫達到4.5°C (8.1°F)，非洲南部的米奧木博林地預計將失去約80%的哺乳動物物種。 
跟據2008年的報導，白色狐猴負鼠是首個已知因氣候變化而滅絕的哺乳動物物種。但這些報導是源於誤解。昆士蘭州北部山區森林中的負鼠種群受到氣候變化的嚴重威脅（因為它們無法在超過30°C（86°F）的高溫下生存）。但在以南100公里處的另一種群則仍處於健康良好狀態。 而根據報導，生活在大堡礁島嶼上的囓齒動物珊瑚裸尾鼠是首個因海平面上升而滅絕的哺乳動物，澳大利亞政府於2019年正式確認其已滅絕。另一種澳大利亞物種 - 刺巢鼠可能是下一個滅絕的候選者。同樣的，於2019年—2020年澳洲叢林大火期間，導致袋鼠島沙袋鷸幾乎完全滅絕，因為每500隻中能存活的只有一隻。這類叢林大火還導致僅在新南威爾斯州就有8,000隻無尾熊死亡，進一步對此物種造成危害。 

#### 爬行動物
於2023年發表的一篇論文，其結論是在高變暖SSP5-8.5情景下，更乾旱的情況到2100年會導致56.36%的爬行動物失去至少一些棲息地。其中23.97%的物種僅因乾旱增加會失去一半以上的棲息地，而10.94%的物種將因此失去整個棲息地。在“中間”SSP2-4.5情景下，這些數字會分別下降至41.69%、12.35%和7.15%，在高緩解SSP1-2.6情景下，會分別下降至24.59%、6.56%和4.43%。
由聖塔克魯茲加利福尼亞大學教授Barry Sinervo（生:1962年，卒:2021年）所領導於2010年所做的研究工作，研究人員調查位於墨西哥的200個地點，顯示強棱蜥屬自1975年以來已發生過24起局部地區滅絕（local extinction，或是extirpation）。研究人員利用這些觀察到的滅絕事件所開發的模型以調查世界各地的滅絕事件，發現其可用於預估局部地區滅絕事件，並將這類的滅絕歸因於氣候變暖。這些模型預測到2080年，世界各地蜥蜴物種的滅絕率會達到20%，但熱帶生態系統中的滅絕率將高達40%，因為熱帶地區的蜥蜴比溫帶蜥蜴更為接近其生態生理極限。
有項於2015年所做的研究，著眼於歐洲胎生蜥蜴種群於未來氣候變化情景下的存活問題。研究發現在升溫2°C (3.6°F) 的情景下，到2050年左右，有11%的蜥蜴種群將面臨局部地區滅絕的威脅，到2100年，比例將升至14%。在升溫3°C ( 5.4°F) 的情景下，到2100年，有21%的蜥蜴種群將面臨相同的威脅，在升溫4°C (7.2°F) 的情景下，比例上升到30% 。
2019年－2020年澳洲叢林大火事件過後，導致適合凱特葉尾壁虎的棲息地已減少80%以上。
由於氣候變化，加勒比地區海龜的性別比例受到影響（雌性高於雄性）。根據過去200年來收集的年降雨量和潮汐溫度，顯示當地氣溫有所上升（平均值為31°C），而可將此類數據與東北加勒比地區海龜性別比變動與氣候變化建立聯繫。包括棱皮龜、綠蠵龜及玳瑁等孵化幼龜的雌性與雄性比率懸殊，讓這些物種面臨滅絕的風險。例如雄性綠蠵龜孵化率到2030年的預測值為2.4%，到2090年更降為0.4%。

### 無脊椎動物
IPCC第六次評估報告估計，在升溫2°C (3.6°F) 的情景下，只有不到3%的無脊椎動物面臨甚高的滅絕風險，而在升溫3.2°C (5.8°F) 的情景下，有15%的無脊椎動物會面臨甚高的滅絕風險。其中包括12%的授粉媒介物種。

#### 蜘蛛
於2018年進行的一項研究，調查氣候變化對阿爾卑斯山一種Troglohyphantes洞穴蜘蛛的影響，發現即使是於低排放RCP2.6情景，它們的棲息地到2050年也會減少約45%，而於高排放情景下則會減少約55%，到2070年將減少約70%。報告撰寫者認為此情況可能足以導致這物種滅絕。

#### 珊瑚
幾乎沒其他生態系統像珊瑚礁一樣容易受到氣候變化的影響。 於2022年更新的估計顯示即使在升溫1.5°C (2.7°F) 的情景下，世界上也只有0.2%的珊瑚礁仍能夠抵禦海洋熱浪，而目前有84%的珊瑚礁尚能承受，當升溫達到2°C (3.6°F) 時，將無珊瑚礁能抵禦海洋熱浪。於2013年進行的一項研究發現根據IUCN紅色名錄，有47-73種珊瑚物種(6-9%)很容易受到氣候變化的影響，同時已面臨滅絕的威脅，而有74-174種珊瑚物種(9- 22%) 在報告刊出時尚不易受到滅絕的影響，但可能會受到持續氣候變化的威脅，而建議將它們列為未來的保護重點。 
但另有科學家在2021年發表報告，說每平方米的珊瑚礁大約包含有30個珊瑚個體，全球總數估計為5,000億，相當於亞馬遜雨林的所有樹木，或世界上所有的鳥類數目，因此認為珊瑚的滅絕並非那樣急迫，而建議人類因該儘速降低溫室氣體的排放，以保護這種珍貴的物種。關於珊瑚當前是否已受氣候變化影響而有立即滅絕的風險仍存有爭議。

#### 昆蟲
昆蟲佔無脊椎動物物種中的絕大多數。將昆蟲滅絕與近期氣候變化聯繫起來的最早研究報告之一是由研究人員McLaughlin等人於2002年將兩個舊金山灣方格斑蝴蝶種群受到降水變化威脅所做的紀錄。
刊在2020年《科學》雜誌上一篇對60多種蜜蜂物種的長期研究發現，氣候變化導致歐美兩個大陸的熊蜂數量和多樣性急劇下降，與土地利用變化無關，且下降率“與熊蜂的大規模滅絕具有一致性”。將1901年至1974年期間作為的“基線”期，與2000年至2014年的時期進行比較，發現北美洲的熊蜂數量下降46%，而歐洲的熊蜂數量下降14%。最強烈的影響出現在南部地區，當地極端溫暖年份的頻率迅速增加，已經超過該物種的歷史適應溫度範圍。
於2018年在《科學》雜誌發表的一篇論文估計，在升溫1.5°C (2.7°F)、2°C (3.6°F) 和3.2°C (5.8°F) 的情景時，超過一半的氣候決定的地理範圍，各有6%、18%和~49%的昆蟲物種會消失，根據IUCN標準，這種損失相當於未來10-100年內有>20%的滅絕可能性 。
人們在2022年發現德國巴伐利亞地區在過去40年發生的氣候變暖導致已適應寒冷的蝗蟲、蝴蝶和蜻蜓物種的滅絕，同時讓這些類群中已適應溫暖的物種變得分佈更為廣泛。總而言之，有27%的蜻蜓和41%的蝴蝶和蚱蜢物種分佈的面積變小，而另有52%的蜻蜓，加上27%的蚱蜢和20%的蝴蝶則分佈更為廣泛，其餘的分佈則無變化趨勢。這項研究僅測量地理分佈，而非總體豐度。這篇論文研究氣候和土地利用變化，說明後者只對特殊蝴蝶物種成為一重大負面因素。大約在同一時間，有對孟加拉國的預測，在SSP1-2.6和SSP5-8.5情景下，本土蝴蝶中將各有2%及34%會失去整個棲息地。

### 植物
一篇刊在2018年《科學》雜誌上的文章估計，在升溫1.5°C (2.7°F)、2°C (3.6°F) 和3.2°C (5.8°F) 情景時，超過一半的氣候決定的地理範圍將失去8%、16%和44%的植物物種，相當於根據IUCN標準，未來10-100年有>20%的滅絕可能性。
於2022年發表的IPCC第六次評估報告估計，在升溫2°C (3.6°F) 的情景下，只有不到3%的被子植物面臨甚高的滅絕風險，而在升溫3.2°C (5.8°F) 的情景下，比例將增加至10% 。
於2020年發表的一項統合分析表示雖然39%的維管束植物物種可能面臨滅絕威脅，但其中只有4.1%可歸因於氣候變化，土地利用變化活動佔主導地位。但研究人員表示此種結果可能是科學家在氣候變化對植物影響的研究進度遲緩的結果。對於真菌，估計其中有9.4%因氣候變化而受到威脅，而62%則受到其他形式棲息地喪失的威脅。 
高山和山地植物物種以最易受到氣候變化影響而知名。 一項於2010年進行，針對歐洲山脈及其周圍2,632個物種的研究，發現根據氣候情況，在2070年到2100年期間，有36-55%的高山物種、31-51%的亞高山物種和19-46%的山地物種將失去超過80%的適宜棲息地。在2012年有估計，阿爾卑斯山到本世紀末，有150種植物的分佈將平均減少44%-50%，此外，此類變化具有滯後氣候變化的性質，表示大約所餘的40%範圍也會很快變得不合適，這種過程稱為滅絕債務。
一篇於2019年發表的論文估計到2050年，僅氣候變化一項就可能讓亞馬遜雨林的樹木物種豐富度減少31-37%，而僅森林砍伐一項就可能造成19-36%的損失，綜合影響會達到58%。此論文預測這兩種壓力源導致最壞情況是到2050年，只有53%的原始雨林面積仍能作為連續的生態系統存在，其餘的則淪為嚴重支離破碎的區塊。另一項研究估計在升溫4.5°C (8.1°F) 的情景下，雨林將失去69%的植物物種。
另一項估計顯示在最壞的溫室氣體排放情景下，地中海中兩種主要海草物種將受到嚴重影響，到2050年，大洋海神草將失去75%的棲息地，到2100年可能成為功能性滅絕，而另一種Cymodocea nodosa將先會失去約46%的棲息地，然後因擴展到以前不適合的地區而穩定下來。

## 物種退化對人類生計的影響
依賴自然資源為生的社區，其生計完全仰賴某些物種的豐富性和可用性。大氣溫度和二氧化碳濃度升高等氣候變化條件會直接影響到生物質能源、食物、纖維和其他生態系統服務的可用性。提供此類物質的物種退化會直接影響依賴其為生人們的生計，在非洲更是如此。降雨變率變動後會加劇這種情況，讓入侵物種佔據主導地位，尤其是那些已分佈到大緯度梯度中的物種。氣候變化對某些生態系統內的植物和動物物種產生的影響會直接影響依賴自然資源為生的人類。通常氣候變化導致植物和動物物種的滅絕會造成生態系統中物種瀕危的循環。

### 物種適應
許多物種已經透過遷移到不同的地區來應對氣候變化。例如科學家們觀察到草類植物南極毛草正在其以前生長受限制的南極洲地區開始成長。同樣的，隨著植被發生分佈範圍變化，美國到本世紀末有5-20%的土地可能會出現不同的生物群系。但即使在未來變暖的“中等”情景下，到本世紀末，全球讓當前的外溫動物（包括兩棲動物、爬行動物和所有無脊椎動物）在移動50公里的距離即可找到合適棲息地的地點僅剩下5%。 完全隨機的遷徙會有87%的機會將物種送往不太合適的地點。熱帶地區的物種擁有最少遷移選擇，而溫帶山區的物種面臨的最大風險是遷移到錯誤地點。同樣的，人工選擇實驗顯示魚類可透過進化出現對變暖的耐受性，但進化速度似乎僅限於每代出現0.04°C (0.072 °F)的升溫情景，這速度太慢，不足以保護脆弱物種免受氣候影響。
氣溫上升開始對鳥類和蝴蝶產生明顯的影響，在10個不同地區近160種蝴蝶已將其位於歐洲和北美洲的活動範圍往北移動200公里。較大型動物的遷徙範圍會受到人類開發的限制。 在英國，春季蝴蝶的出現時間比二十年前平均提前6天。
本節摘自氣候變化與鳥類#Physical changes。
鳥類是一群屬於鳥綱的恆溫脊椎動物，特徵是具有羽毛、無牙的喙狀下頜、產下硬殼蛋、高代謝率、四腔心臟和堅固而輕盈的骨骼。
氣候變化已促進一些鳥類羽毛的變化而導致外觀改變。對1800年代雀形目幼鳥博物館標本與今日同一物種幼鳥的比較顯示，現代這類鳥類在早期生命週期就已完成從出生到成年羽毛的轉變，而且雌性較雄性更早轉變。此外，藍山雀具有藍色和黃色的羽毛，但在法國地中海地區進行的一項研究顯示這些對比色僅在2005年至2019年期間即已變得不再如此明亮和強烈。
氣候變化影響蘇格蘭內赫布里底群島中拉姆島上蘇格蘭紅鹿種群的基因庫。在研究的每十年中，氣溫升高導致鹿的幼崽出生平均提前三天。會早產的基因在種群中有所增加，因為帶有該基因的鹿一生中會生出更多的後代。

## 預防
預防物種滅絕的做法，除包含把未來變暖降至盡可能低的水平之外，通過30 by 30（在2030年前完成保留全球30%的陸地與海洋作為保護區）等保留保護區的做法，以為其中當前與近期內可能發生的瀕危物種提供生存空間，是幫助物種生存的一個重要做法。更激進的方法是協助受氣候變化威脅的物種遷移到新的棲息地，無論是被動式（透過建立野生動物走廊等措施，讓它們自由遷移到新的地區），還是主動運送它們到新的地區（這種方法更具爭議性，因為一些被拯救的物種最終可能會成為新地點的入侵物種）。 雖然將目前受到北冰洋冰融化威脅的北極熊遷移到南極洲相對容易，但被認為會對南極洲生態系統造成太大的破壞，而不應實施。最後，在野外滅絕的物種可透過人工環境保持其生存，直到適合的自然棲息地恢復後再釋放。如果圈養繁殖不能成功，卵子冷凍貯藏則被提出作為最後的選項。

### 辛巴威預防人類與野生動物衝突的養蜂做法
辛巴威烏倫圭區農村地區社區婦女在田地和村莊的邊界放置蜂箱（作生物圍欄用途），以保護自己和農作物免受大象的侵害。

### 輔助遷移
輔助遷徙是將植物或動物遷移到不同棲息地的行為。這種做法被提議作為拯救那些無法輕易移動（包括長距離）、世代時間較長或種群數量較少的物種的方式。在北美洲已實施此種策略以拯救當地多種樹種。例如志願組織榧樹屬守護者協作一項輔助遷移計劃，以保護此樹種免於滅絕。

## 外部連結
- . NASA. 21 August 2020  [2023-09-22]. （原始内容存档于2023-09-22）.